# I-72/I-172
I-72/I-172 — підводний човен Імперського флоту Японії, який взяв участь у бойових діях Другої світової війни. Споруджений як І-72, корабель 20 травня 1942-го був перейменований на І-172, щоб звільнити нумерацію для нових крейсерських підводних човнів (так само вчинили щодо всіх субмарин KD типів).

## Довоєнна служба
Корабель, який спорудили у 1937 році на верфі компанії Mitsubishi у Кобе, належав до другої серії підтипу KD6A типу KD6. На відміну від човнів першої серії KD6A (I-68, I-69, I-70) на І-72 встановили 120-мм гармату замість 100-мм.
По завершенні його включили до 20-ї дивізії підводних човнів, у складі якої І-72 перебував і на момент вступу Японії у Другу світову війну.
5 травня 1938-го у Внутрішньому Японському морі в умовах низької видимості І-72 зіткнувся з 60-тонним суденцем Hachiyo Maru, яке внаслідок інциденту затонуло. Човен отримав лише незначні пошкодження.

## Перший похід
11 листопада 1941-го в межах підготовки до війни с США І-68 вийшов з японського порту Саєкі (острів Кюсю) на атол Кваджелейн (Маршаллові острови), куди прибув 20 числа. 23 листопада І-72 рушив далі до далі до Гаваїв, де 5 грудня провів рекогносцирування проток між островами Молокаї, Ланаї та Мауї (дещо більш ніж за сотню кілометрів на південний схід від Перл-Гарбору).
7 грудня 1941-го, в день початку бойових дій, І-72 перебував біля входу до гавані Перл-Гарбору. Надалі він провів біля Гавайських островів ще два тижні, при цьому 16 грудня після заходу сонця обстріляв із палубної гармати порт в затоці Хіло-Бей на східному узбережжі острова Гаваї, а 19 грудня в районі за дві з половиною сотні кілометрів на південь від останнього поцілив торпедою вантажне американське судно Prusa (5113 GRT), яке затонуло протягом дев'яти хвилин.   
28 грудня 1941-го І-72 повернувся на Кваджелейн.

## Другий похід
12 січня 1942-го І-72 знову попрямував до Гаваїв та прибув у визначений йому район бойового патрулювання 21 числа.
23 січня 1942-го дещо більш ніж за дві сотні кілометрів на південний схід від Перл-Гарбору І-72 перехопив флотський танкер USS Neuches, який прямував без супроводу із завданням провести бункерування загону авіаносця USS Lexington, що готувався до рейду проти острова Уейк (захоплений японцями за місяць до того). Човен послідовно випустив три торпеди і досяг двох влучань. Коли І-72 сплив на поверхню, щоб добити судно артилерією, Neuches відкрив вогонь зі своїх 127-мм та 76-мм гармат і загнав човен назад під воду. Втім, попередніх пошкоджень виявилось достатньо, щоб танкер затонув, при цьому через зрив бункерування рейд Lexington-а на Вейк скасували.
16 лютого 1942-го І-72 повернувся на Кваджелейн. 18 лютого він знову вийшов в море, певний час виконував завдання в районі на схід від Уейку, але вже 5 березня прибув до Куре для ремонту.
15 квітня 1942-го І-72 вийшов з Куре, проте, на відміну від багатьох човнів своєї ескадри, у підсумку не прибув на Кваджелейн, а 3 травня знову був в Японії, у Йокосуці. 10—12 травня він перейшов до Куре для ще одного ремонту.

## Третій похід
7 серпня 1942-го союзники висадились на сході Соломонових островів, що започаткувало шестимісячну битву за Гуадалканал та змусило японське командування перекидати сюди підкріплення. 22—28 серпня човен, тепер вже як І-172, пройшов з Куре до атола Трук у центральній частині Каролінських островів (тут ще до війни створили потужну базу японського ВМФ, з якої до лютого 1944-го провадились операції у цілому ряді архіпелагів). 30 серпня І-172 вийшов з бази, маючи завдання провадити розвідку в районі Гуадалканалу. 30 вересня він завершив похід поверненням на Трук.

## Четвертий похід
12 жовтня 1942-го І-172 вийшов з Труку до Соломонових островів. За кілька діб по тому він отримав завдання створити разом зі ще 9 човнами патрульну лінію на південний схід від Гуадалканалу.
28 жовтня І-172 отримав повідомлення про рух ворожого конвою на Гуадалканал. 3 листопада з човна помітили цей ворожий загін та повідомили командування, що стало останньою радіограмою, отриманою з І-172. Американський легкий крейсер USS Helena, який супроводжував конвой, встановив радарний контакт із надводною ціллю, до якої попрямував есмінець USS McCalla. Останній виявив підводний човен на дистанції близько 2 км, відкрив вогонь з артилерії та швидко зблизився, маючи намір на таран. Субмарина екстрено занурилась, після чого була атакована глибинними бомбами. Вже після їх детонації з есмінця чули три вибухи під водою, а на поверхні з'явились сліди нафти. І-172 загинув разом зі всім екіпажем із 91 особи.

## Бойовий рахунок
| Дата       | Назва   | Тип      | Тоннаж | Місце            |
| 19.12.1941 | Prusa   | вантажне | 5113   | 16°45'N 156°00'W |
| 23.01.1942 | Neuches | танкер   | 7383   | 21°01'N 160°06'W |